# Keaweikekahialiʻiokamoku
Keaweikekahialiʻiokamoku [Keaveikekahialiiokamoku] bio je 21. kralj otoka Havaji u 17. stoljeću. Smatra ga se pretkom kralja Kamehamehe I. Velikog.
Keaweikekahialiʻiokamoku je najvjerojatnije rođen 1665. godine. Njegova je majka bila kraljica vladarica Keakealaniwahine, a otac njezin muž Kanaloa-i-Kaiwilena Kapulehu.
Budući da je postojao i kralj Keawenuiaumi, ovaj se kralj naziva i Keawe II.
Keaweikekahialiʻiokamoku je bio unuk kraljice vladarice Keakamahane te potomak Keakealanikanea.
Bio je snažan vladar koji je vladao nad većim dijelom Havaja ("velikog otoka"). Putovao je po svim otocima i bio je iznenađujuć.
Njegova polusestra Kalanikauleleiaiwi bila mu je suvladarica, ali i supruga.
Može ga se nazivati "ocem Havaja", jer su dvije plemićke kuće potekle od njega. 
Njegovi su sinovi bili Kalaninuiamamao i Kalani Kama Keeaumoku-nui, a unuk Kalaniʻōpuʻu-a-Kaiamamao. Nakon njegove smrti - koja se najvjerojatnije dogodila 1725. - izbio je rat.